# 三溪酒
三溪酒是四川泸县出产的一系列白酒，源于改革开放后的1981年，当地以杨祖均等22位农民集资11万元建立的乡镇企业酒厂。酒厂成立时招聘到曾在1930年代袁氏家族创立于泸县，但后来因故关闭的“黄石砍烧坊”工作过的酒师，以传统工艺酿造清香型白酒，但使酒厂出名的却是1983年研制出的浓香型白酒三溪大曲。酒厂后被川酒集团收购。现产品除浓香型白酒外，尚有清香型三溪高粱酒。三溪酒因当地的龙溪、马溪、和赖溪三条河而命名。